# Себехлеби
Себехлеби (словац. Sebechleby) — село, громада в окрузі Крупіна, Банськобистрицький край, центральна Словаччина, традиційний регіон Гонт. Кадастрова площа громади — 30,42 км². Населення — 1217 осіб (за оцінкою на 31 грудня 2017 р.). Протікає Белуйський потік.
Перша згадка 1135 року .

## Населення
| Рік:            | 1994. | 2004.   | 2014.   | 2024.   |
| --------------- | ----- | ------- | ------- | ------- |
| Кількість осіб: | 1176  | 1222    | 1192    | 1173    |
| Різниця:        |       | +3,91 % | -2,45 % | -1,59 % |

| Рік:            | 2023. | 2024.   |
| --------------- | ----- | ------- |
| Кількість осіб: | 1159  | 1173    |
| Різниця:        |       | +1,20 % |